# Han Ding Bo
Han Jian (chinois : 韩简 ; Hanyu pinyin : Hán Dìng Bó), son nom ancestral est Jì (姬), son nom de clan est Hán (韩), son prénom est Jiǎn (简), et son nom posthume est Dìng (定), était le troisième chef de la Maison de Han. Il était le fils de Qiubo de Han.
En 645 av. J.C., le duc Mu de Qin envahit Jin au fief de Han Jian. Le duc Hui de Jin a demandé à Han Jian de repérer l'ennemi. Han Jian a rapporté que si l'ennemi avait moins d'hommes, leur force de combat dépasse celle de Jin. Le duc Hui n'a pas tenu compte des paroles de Han Jian et l'a envoyé pour livrer l'intention de se battre. Dans la bataille qui a suivi, le duc Hui et Han Jian ont tous deux été capturés et emmenés à Qin.
Han Jian a été remplacé par son fils Ziyu de Han.